# Скуби-Ду 2: Чудовища на свобода
„Скуби-Ду 2: Чудовища на свобода“ или „Скуби-Ду 2“ (на английски: Scooby-Doo 2: Monsters Unleashed) е американска игрална компютърна анимация от 2004 година.
Базиран е на анимационната телевизионна поредица „Скуби-Ду“ (Scooby-Doo). Това е вторият филм от игралните филмови серии на „Скуби-Ду“, продължение на едноименния филм от 2002 година, режисиран е от Раджа Госнел, по сценарий на Джеймс Гън, и е пуснат от Warner Bros. Pictures. Във филма участват Фреди Принц Джуниър, Сара Мишел Гелар, Матю Лилард, Линда Карделини, Питър Бойл, Тим Блейк Нелсън и Алисия Силвърстоун, с Нил Фанинг, който повтаря ролята си като гласа на Скуби-Ду.
Филмът излиза на 26 март 2004 г. Подобно на първия филм, той получава като цяло отрицателни отзиви от критиците и събира 181 милиона щатски долара, значително по-малко от своя предшественик. Лошият му прием води до отмяна на трети филм, създаден по сценарий и режисура на Гън.

## В България
В България филмът излиза по кината на 2 април 2004 г. от „Александра Филмс“.
На 27 октомври 2004 г. е издаден на VHS и DVD от „Съни филмс“ и двата издания са със субтитри на български.
На 8 март 2009 г. започва премиерно излъчване по „Нова телевизия“ с първи български войсоувър дублаж на „Арс Диджитал Студио“, чието име не се споменава.
На 8 януари 2021 г. започва и по „Фокс“ с втори войсоувър дублаж на Андарта Студио.
През 2022 г. е достъпен и в „Ейч Би О Макс“.
| Преводач            | Вилма Карталска                                                       |
| Тонрежисьор         | Михаил Михайлов                                                       |
| Режисьор на дублажа | Екатерина Късметлийска                                                |
| Озвучаващи артисти  | Елена Русалиева Татяна Захова Васил Бинев Радослав Рачев Камен Асенов |

| Преводач            | Силвина Димитрова                                                       |
| Редактор            | Мая Кисьова                                                             |
| Тонрежисьор         | Надежда Иванова                                                         |
| Режисьор на дублажа | Кирил Бояджиев                                                          |
| Озвучаващи артисти  | Златина Тасева Татяна Етимова Георги Спасов Камен Асенов Кирил Димитров |